# Polyrhachis pseudothrinax
Polyrhachis pseudothrinax é uma espécie de formiga do gênero Polyrhachis, pertencente à subfamília Formicinae.